# Renzo Zanazzi
Renzo Zanazzi (Gazzuolo, 5 aprile 1924 – Milano, 28 gennaio 2014) è stato un ciclista su strada italiano.
Professionista tra il 1945 e il 1952, vinse tre tappe al Giro d'Italia.

## Carriera
Corse per la Legnano, la Cimatti, la Viscontea, l'Arbos e la Ganna, distinguendosi come velocista. Le sue principali vittorie da professionista arrivarono in tre tappe al Giro d'Italia, una nel 1946 e due nel 1947, corsa quest'ultima in cui vestì per tre giorni la maglia rosa. Vinse anche una tappa al Giro di Svizzera 1946 e la Zurigo-Losanna nel 1947. Nel 1951 fu anche uno dei dodici nazionali azzurri al Tour de France.
Ritiratosi dalle corse aprì un negozio di riparazione biciclette a Milano in via Solari. Morì il 28 gennaio 2014 all'età di 89 anni a Milano, presso il Pio Albergo Trivulzio, dove era ospitato per esami clinici .

## Palmarès
- 1946 (Legnano, due vittorie)

10ª tappa Giro d'Italia (Perugia > Firenze)
2ª tappa Giro di Svizzera (Basilea > Morges)
- 1947 (Legnano, tre vittorie)

Zurigo-Losanna
1ª tappa Giro d'Italia (Milano > Torino)
5ª tappa, 2ª semitappa Giro d'Italia (Bagni di Casciana > Firenze)

## Piazzamenti

### Grandi Giri
- Giro d'Italia

1946: 32º
1947: 15º
1948: ritirato
1950: 57º
1952: 75º
- Tour de France

1951: ritirato

### Classiche monumento
- Milano-Sanremo

1946: 36º
1948: 58º
1951: 75º
1952: 37º
- Giro di Lombardia

1949: 31º
1950: 33º